# Новий Тарг (Поморське воєводство)
Новий Тарг (пол. Nowy Targ) — село в Польщі, у гміні Старий Тарг Штумського повіту Поморського воєводства. Населення — 473 особи (2011).
У 1975—1998 роках село належало до Ельблонзького воєводства.

## Демографія
Демографічна структура станом на 31 березня 2011 року:
|          | Загалом | Допрацездатний вік | Працездатний вік | Постпрацездатний вік |
| -------- | ------- | ------------------ | ---------------- | -------------------- |
| Чоловіки | 235     | 46                 | 173              | 16                   |
| Жінки    | 238     | 55                 | 145              | 38                   |
| Разом    | 473     | 101                | 318              | 54                   |